# Massimo Righi (giornalista)
Massimo Righi (Santa Margherita Ligure, 13 gennaio 1967) è un giornalista italiano.

## Biografia
Giornalista professionista, dal 10 marzo 1994 è iscritto all'Ordine dei giornalisti della Liguria .
Dal 1989 a «Il Secolo XIX» .
Ha iniziato la sua carriera professionale come corrispondente da Santa Margherita Ligure e Portofino; diviene, poi, responsabile della redazione di Chiavari.
È stato caposervizio, capocronista a Genova, caporedattore centrale e dal gennaio 2015 vicedirettore.
Dal 1º giugno 2016 al 1º dicembre 2018, dopo Alessandro Cassinis, è stato direttore del quotidiano «Il Secolo XIX»; gli subentra nella direzione Luca Ubaldeschi e lui assume l'incarico di vicedirettore .

## Riconoscimenti per l'attività giornalistica
Nel 2000, è stato insignito del Premio Saint-Vincent per il giornalismo .